# Édouard Wyss-Dunant
Édouard Wyss-Dunant, né 17 avril 1897 à Thann, Haut-Rhin (France) et mort le 30 avril 1983 à Genève, est un médecin et alpiniste suisse, président de l'Union internationale des associations d'alpinisme (UIAA) de 1972 à 1976. Il a dirigé la première Expédition suisse à l'Everest de 1952.

## Biographie
Wyss-Dunant a un père suisse allemand et une mère francophone (canton de Vaud). Il a passé son enfance en Alsace, où son père dirigeait une usine chimique. Il a ensuite étudié la médecine à l’université de Genève. Après son doctorat (PhD) en radiologie à Zurich, il s'est installé à Berne en tant que radiologue et est devenu membre du club alpin académique de Berne (AACB). Il s'installe ensuite dans un cabinet à Genève, où il rencontre sa future épouse Lucrèce et s'y installe pour le reste de sa vie, à l'exception d'un séjour en Afrique du Nord.
Pendant son séjour à Berne, Wyss-Dunant a escaladé tous les principaux sommets de l'Oberland bernois : parmi les voies classiques de son palmarès de l'époque, on compte l'arête centrale de l'Eiger, l'arête nord du Mönch et de nombreuses ascensions de la chaîne de l'Engelhörner. Au début de la vingtaine, il franchit la dent d'Hérens du Tiefenmatten-Joch au col du Lion et effectue une double traversée, en deux jours, du Cervin et de la dent d'Hérens. Il a également réussi une traversée du Cervin en solitaire.
Avec Alexander Taugwalder, il a escaladé le Cervin par l'arête sud-est, le Furggengrat, qui est considérée comme difficile. Il a également fait de l'escalade dans le groupe du Mont-Blanc avec Marcel Kurz. Wyss-Dunant a également pris part à plusieurs expéditions à l'étranger : Mexique (1936), Afrique de l'Est (1937, avec Frédéric Blanchod), Groenland (1938), Tibesti (Tchad) (1946) et en Himalaya (1947 et 1952). Les rapports de ces expéditions sont consignés dans ses livres : Appels des sommets, Au-delà des cimes, Sur les hauts plateaux mexicains, Mes ascensions en Afrique, Mirages groenlandais et Forêts et cimes himalayennes.
Wyss-Dunant a été président du Club alpin suisse et de l'union internationale des associations d'alpinisme (UIAA). En reconnaissance de ces mérites et de son activité de grimpeur tout au long de sa vie, il a été nommé membre honoraire de l'Alpine Club en 1963.

## Expédition du printemps 1952 au mont Everest
Le point culminant de la carrière d'alpiniste de Wyss-Dunant a été sa sélection par la Fondation suisse pour la recherche alpine en tant que chef de l'expédition suisse dans l'Himalaya 1952, la première expédition suisse à l'Everest au printemps 1952.
Tous les participants de cette expédition venaient de Genève, presque tous appartenaient au club d'escalade exclusif « L'Androsace » et se connaissaient très bien. La ville et le canton de Genève ont soutenu l'expédition moralement et financièrement, et l'Université de Genève a fourni le contingent scientifique. La tâche que s'est fixée cette équipe était principalement d'explorer l'accès au mont Everest, au glacier du Khumbu et éventuellement l'avancée vers le col Sud. Raymond Lambert et le sherpa Tenzing Norgay ont atteint une altitude d'environ 8 595 m sur la crête sud-est, un nouveau record d'altitude.
L'expérience de Tenzing devrait s'avérer utile pour l'expédition britannique à l'Everest de 1953 avec Edmund Hillary.
Les résultats de cette première expédition suisse sur l'Everest ont dépassé les attentes. Lors de la première tentative, une nouvelle voie vers l'Everest a été ouverte et une altitude exceptionnelle sur l'arête sud-ouest a été atteinte dans des conditions difficiles. Selon le critique Marcel Kurz, cette expédition peut presque être comparée à une victoire. Elle a ouvert la voie à d'autres succès d'autres expéditions.

## Recherche scientifique
Édouard Wyss-Dunant a inventé le terme « zone de la mort » dans un article sur l'acclimatation publié dans la revue de la fondation suisse pour la recherche alpine.